# Anisotes
Anisotes es un género de plantas fanerógamas perteneciente a la familia Acanthaceae. El género tiene 22 especies de hierbas descritas y de estas, solo 18 aceptadas.

## Taxonomía
El género fue descrito por Christian Gottfried Daniel Nees von Esenbeck y publicado en Prodromus Systematis Naturalis Regni Vegetabilis 11: 424. 1847. La especie tipo es: Anisotes trisulcus (Forssk.) Nees.  
Etimología

## Especies aceptadas
A continuación se brinda un listado de las especies del género Anisotes aceptadas hasta abril de 2015, ordenadas alfabéticamente. Para cada una se indica el nombre binomial seguido del autor, abreviado según las convenciones y usos.	
- Anisotes bracteatus Milne-Redh. – southern Africa
- Anisotes divaricatus T.F.Daniel, Mbola, Almeda & Phillipson – southwestern Madagascar
- Anisotes diversifolius Balf.f.
- Anisotes dumosus Milne-Redh.
- Anisotes formosissimus (Klotzsch) Milne-Redh. – Mozambique, Zimbabue, Malawi
- Anisotes guineensis Lindau
- Anisotes hygroscopicus T.F.Daniel, 2013 – Madagascar
- Anisotes involucratus Fiori
- Anisotes macrophyllus (Lindau) Heine
- Anisotes madagascariensis Benoist – southwestern Madagascar
- Anisotes nyassae Baden
- Anisotes parvifolius Oliv.
- Anisotes perplexus  T.F.Daniel, 2013 – Madagascar
- Anisotes rogersii S.Moore – southern Africa
- Anisotes sessiliflorus (T.Anderson) C.B.Clarke
- Anisotes subcoriaceus T.F.Daniel, 2013 – Madagascar
- Anisotes tangensis Baden
- Anisotes trisulcus (Forssk.) Nees
- Anisotes ukambensis Lindau
- Anisotes umbrosus Milne-Redh.
- Anisotes venosus T.F.Daniel, 2013 – Madagascar
- Anisotes zenkeri (Lindau) C.B.Clarke